# Çayırbaşı, Hendek
Çayırbaşı là một xã thuộc quận Hendek, tỉnh Sakarya, Thổ Nhĩ Kỳ. Dân số thời điểm năm 2008 là 245 người.